# Liste der Gemeindeverbände im Département Haut-Rhin
Das Département Haut-Rhin liegt in der Region Grand Est in Frankreich. Es untergliedert sich in 17 Gemeindeverbände.
Siehe auch: Liste der Gemeinden im Département Haut-Rhin

## Gemeindeverbände

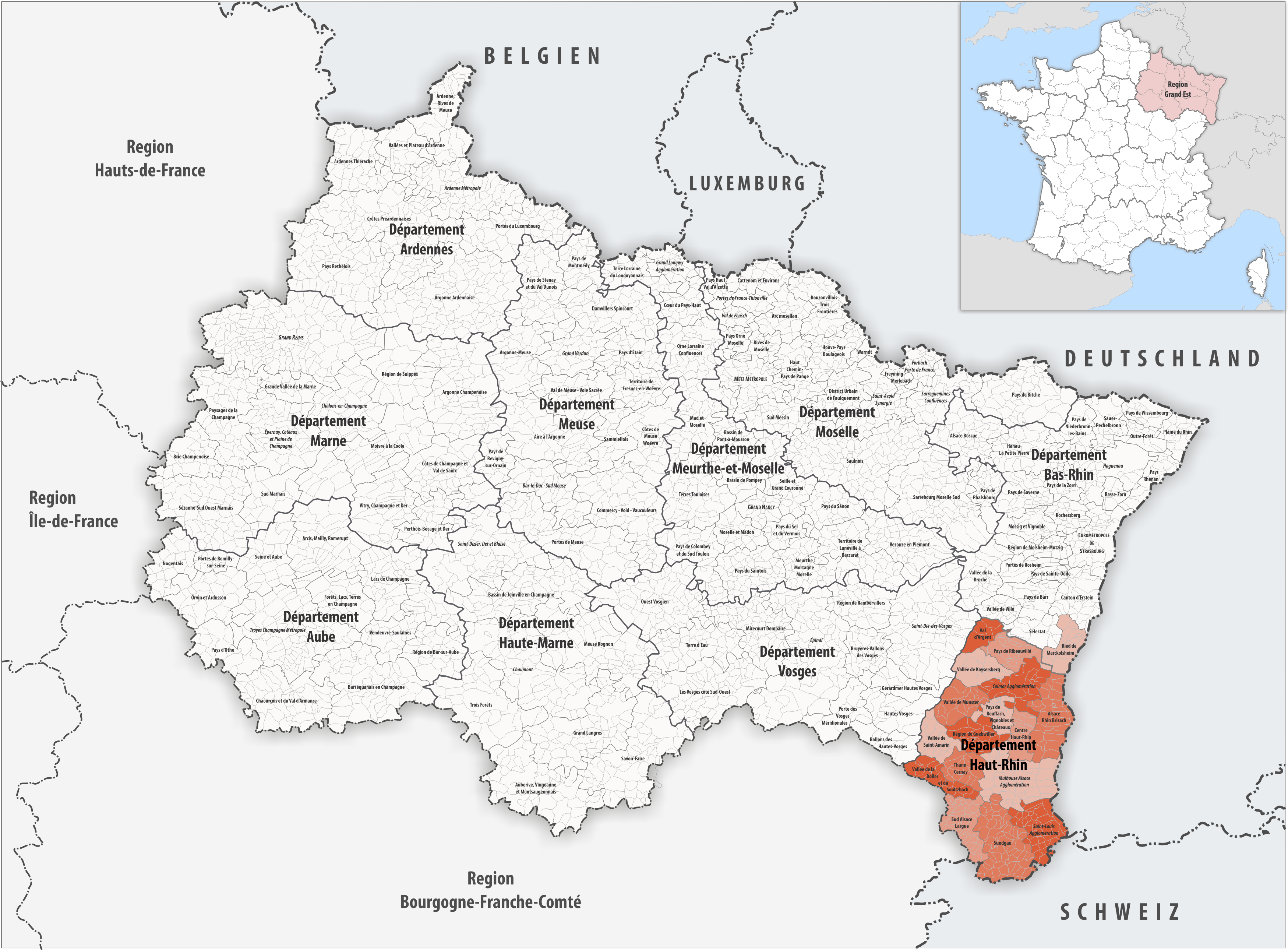
Gemeindeverbände im Département Haut-Rhin

| Gemeindeverband                         | Gemeinden im Départ./Verband | Einwohner 1. Januar 2022 | Fläche km² | Dichte Einw./km² | SIREN- Nummer | Rechtsform                 | Gründungsdatum    |
| --------------------------------------- | ---------------------------- | ------------------------ | ---------- | ---------------- | ------------- | -------------------------- | ----------------- |
| Alsace Rhin Brisach                     | 29/29                        | 34.031                   | 328,89     | 103              | 200 066 025   | Communauté de communes     | 9. Juni 2016      |
| Centre Haut-Rhin                        | 9/9                          | 16.348                   | 137,12     | 119              | 246 800 445   | Communauté de communes     | 4. Februar 2012   |
| Colmar Agglomération                    | 20/20                        | 113.600                  | 244,36     | 465              | 246 800 726   | Communauté d’agglomération | 24. Oktober 2003  |
| Mulhouse Alsace Agglomération           | 39/39                        | 272.950                  | 439,16     | 622              | 200 066 009   | Communauté d’agglomération | 15. Juni 2016     |
| Pays de Ribeauvillé                     | 16/16                        | 18.133                   | 166,52     | 109              | 246 800 577   | Communauté de communes     | 30. Mai 1996      |
| Pays de Rouffach, Vignobles et Châteaux | 11/11                        | 12.891                   | 115,22     | 112              | 246 800 494   | Communauté de communes     | 14. Dezember 1993 |
| Région de Guebwiller                    | 19/19                        | 38.172                   | 189,44     | 201              | 246 800 569   | Communauté de communes     | 29. November 2000 |
| Ried de Marckolsheim                    | 1/18                         | 20.664                   | 184,58     | 112              | 200 030 526   | Communauté de communes     | 19. Dezember 2011 |
| Saint-Louis Agglomération               | 40/40                        | 84.055                   | 267,98     | 314              | 200 066 058   | Communauté d’agglomération | 9. Juni 2016      |
| Sud Alsace Largue                       | 44/44                        | 22.331                   | 229,82     | 97               | 200 066 033   | Communauté de communes     | 15. Juni 2016     |
| Sundgau                                 | 64/64                        | 47.603                   | 433,23     | 110              | 200 066 041   | Communauté de communes     | 15. Juni 2016     |
| Thann-Cernay                            | 16/16                        | 37.567                   | 157,83     | 238              | 200 036 465   | Communauté de communes     | 31. Dezember 2012 |
| Val d’Argent                            | 4/4                          | 9.133                    | 103,50     | 88               | 246 800 395   | Communauté de communes     | 22. Dezember 2000 |
| Vallée de Kaysersberg                   | 8/8                          | 16.043                   | 180,91     | 89               | 246 800 551   | Communauté de communes     | 29. Dezember 1995 |
| Vallée de la Doller et du Soultzbach    | 15/15                        | 15.914                   | 160,62     | 99               | 246 800 676   | Communauté de communes     | 17. Dezember 2001 |
| Vallée de Munster                       | 16/16                        | 16.258                   | 195,27     | 83               | 246 800 585   | Communauté de communes     | 30. Mai 1996      |
| Vallée de Saint-Amarin                  | 15/15                        | 11.976                   | 167,77     | 71               | 246 800 205   | Communauté de communes     | 31. Dezember 1999 |